# BVP-2
BVP-2 je gosenično oklepno pehotno bojno vozilo, ki je slovaška različica sovjetskega BMP-1.